# 20540 Marhalpern
A 20540 Marhalpern (ideiglenes jelöléssel 1999 RV86) a Naprendszer kisbolygóövében található aszteroida. A LINEAR projekt keretében fedezték fel 1999. szeptember 7-én.